# Rhododendron 'Lavanda'
Rhododendron 'Lavanda' — сорт зимостойких вечнозелёных рододендронов гибридного происхождения.
Используется в качестве декоративного садового растения. Сорт создан в 1965 году в Латвийской ССР профессором Р. Я. Кондратовичем.

## Биологическое описание
Вечнозелёный кустарник. Листья 145×45 мм.
Цветёт в июне светло-фиолетовыми соцветиями. Цветки воронковидные, 70×70 мм. Тычинки светло-фиолетовые.
В арборетуме Мустила (Финляндия) этот сорт оказался самым лучшим из всех латвийских рододендронов. Он отличается более пышной листвой, лучшей архитектоникой куста и жизнеспособностью, чем другие сорта, и имеет крупные соцветия, состоящие из цветков с волнистыми краями, цвет которых близок к цвету лаванды.
За десятилетие 'Lavanda' достигает около 1,5 метра в высоту, в возрасте 25 лет его размеры — 170×150 см.

## В культуре
По своей зимостойкости 'Lavanda', вероятно, соответствует рододендрону кэтевбинскому.